# 武汉客运专线调度中心
武汉客运专线调度所，又称武汉客运专线调度中心，是中国铁路调度指挥的“六所一中心”之一，也是武汉铁路枢纽的重要配套设施。同时，武汉客运专线调度所是铁道部调度指挥中心的灾备中心。

## 规模与职责
武汉客运专线调度所设于武汉市武昌区八一路，位于武汉铁路局东侧，投资额达到11.1375亿元，总用地面积为14257㎡，建筑基底面积为7238㎡，主体工程总建筑面积为64363㎡。规划中，武汉客运专线调度指挥中心不仅满足武广客运专线配属动车组列车运用的需要，还将承担华中、西南及西北部分地区铁路配属动车组列车的调度工作，覆盖了武广客运专线、郑西客运专线、沪汉蓉客运专线等铁路干线。目前，由于铁路体制的问题，暂管辖京广高速铁路和沪汉蓉客运专线的部分路段。

## 设计与施工
武汉客运专线调度所的设计单位是铁道第三勘察设计院集团有限公司，施工单位是中铁电气化局集团北京建筑工程有限公司。项目的业主和运营管理单位是武汉铁路局。武汉客运专线调度所指挥系统和铁道部运营指挥中心互为备份。

## 调度指挥系统
武汉客运专线调度所的调度大厅和机房安装了542组13000多套设备。武汉调度所运营调度系统集成了调度集中系统、牵引供电及电力远动系统、运营调度管理系统。该系统实现包括营销计划编制，车辆、供电、维修、客服、货运的调度管理等六大功能，提供了调度人员所需的各种信息，实现了铁路各信息资源的共享，为未来的各客运专线提供了统一的接入平台。